# المصنفر (كعيدنة)

تعديل مصدري - تعديل

المصنفر هي إحدى قرى عزلة الغربي بمديرية كعيدنة التابعة لمحافظة حجة، بلغ تعداد سكانها 194 نسمة حسب تعداد اليمن لعام 2004.